# The Heirs
The Heirs, également connu sous le titre The Inheritors (hangeul : 왕관을 쓰려는 자, 그 무게를 견뎌라 – 상속자들 ; RR : Wang-gwan-eul Sseu-ryeo-neun Ja, Geu Moo-gae-reul Gyun-dyeo-ra – Sangsokjadeul ; littéralement : « Celui qui veut porter la couronne, supporte son poids - Les héritiers »), est une série télévisée sud-coréenne en 20 épisodes de 70 minutes diffusée du 9 octobre 2013 au 12 décembre 2013 sur SBS en Corée du Sud. Elle met en vedette Lee Min-ho et Park Shin-hye.

## Synopsis
La série suit les aventures d’un groupe de lycéens privilégiés issus de l’élite et de leurs parcours en tant qu’héritiers des empires financiers de leurs familles. Ces riches étudiants semblent avoir tout sous contrôle, sauf leurs vies sentimentales. Kim Tan (Lee Min-ho) est l'héritier du Groupe Empire, il est envoyé aux États-Unis pour ses études. En réalité c'est une forme d'exil à l’initiative semble-t-il de son  demi-frère aîné (Choi Jin-hyuk) pour reprendre les affaires familiales. Pendant qu’il est aux États-Unis, Kim Tan rencontre Cha Eun-sang (Park Shin-hye), qui arrive de Corée à la recherche de sa sœur ainée. Il développe des sentiments à son égard sans savoir qu'elle est la fille de la gouvernante de sa famille. Quand sa fiancée, Rachel Yoo (Kim Ji-won), arrive à son tour pour le premier anniversaire de leurs fiançailles, son cœur est déchiré entre l'amour et le devoir. À son retour en Corée du Sud, Cha Eun-sang fait la connaissance de Choi Young-do (Kim Woo-bin), le "demi"-frère (la mère de Rachel épouse le père de Choi Young-do) de Rachel et l’ancien meilleur ami de Kim Tan, qui développe à son tour des sentiments pour elle.

## Distribution

### Acteurs principaux
- Lee Min-ho : Kim Tan[3]
- Park Shin-hye : Cha Eun-sang[4],[5]
- Kim Woo-bin : Choi Young-do[6]

### Acteurs secondaires
- Kang Min Hyuk : Yoon Chan-young
- Krystal Jung : Lee Bo-na
- Kim Ji-won : Yoo Rachel
- Kang Ha-neul : Lee Hyo-shin
- Park Hyung-sik : Jo Myung-soo
- Choi Jin-hyuk : Kim Won[7]
- Im Joo-eun : Jeon Hyun-joo
- Jeon Soo-jin : Kang Ye-sol
- Choi Won-young : Yoon Jae-ho
- Yoon Son-ha : Esther Lee
- Kim Sung-ryung : Han Ki-ae
- Kim Mi-kyung : Park Hee-nam
- Choi Jin-ho : Choi Dong-wook
- Jung Dong-hwan : Kim Nam-yoon
- Seo Yi-sook : la mère de Hyo-shin
- Ra Mi-ran : la mère de Myung-soo
- Choi Ji-na : Yoo Kyung-ran, la mère de Young-do
- Choi Eun-kyung : la mère de Ye-sol
- Jung Won-joong : Lee Chan-hyuk, le père de Hyo-shin
- Lee Yeon-kyung : la mère de Bo-na

## Diffusion
- SBS (2013)
- STAR Chinese Channel
- KNTV[8]
- TVB Drama 1
- Sohu, Youku
- ONE TV ASIA
- Viva
- ABS-CBN[9]
- Mongol TV
- RCTI
- MBC4

## Réception
| Numéro de l'épisode | Date de diffusion | Part d'audience moyenne | Part d'audience moyenne     | Part d'audience moyenne | Part d'audience moyenne     |
| Numéro de l'épisode | Date de diffusion | TNmS                    | TNmS                        | AGB Nielsen             | AGB Nielsen                 |
| Numéro de l'épisode | Date de diffusion | Tout le pays            | Région de la capitale Séoul | Tout le pays            | Région de la capitale Séoul |
| ------------------- | ----------------- | ----------------------- | --------------------------- | ----------------------- | --------------------------- |
| 1                   | 9 octobre 2013    | 9.9%                    | 12.0%                       | 11,6 %                  | 13,1 %                      |
| 2                   | 10 octobre 2013   | 11,2 %                  | 13,4 %                      | 10.5%                   | 11.8%                       |
| 3                   | 16 octobre 2013   | 10,9 %                  | 13,9 %                      | 10,6 %                  | 11.8%                       |
| 4                   | 17 octobre 2013   | 12,4 %                  | 15,2 %                      | 11,5 %                  | 12,7 %                      |
| 5                   | 23 octobre 2013   | 12,2 %                  | 15,6 %                      | 11,4 %                  | 12,8 %                      |
| 6                   | 24 octobre 2013   | 13,9 %                  | 17,9 %                      | 13,5 %                  | 14,8 %                      |
| 7                   | 30 octobre 2013   | 12,9 %                  | 16,2 %                      | 13,1 %                  | 13,1 %                      |
| 8                   | 31 octobre 2013   | 14,1 %                  | 17,6 %                      | 13,1 %                  | 14,1 %                      |
| 9                   | 6 novembre 2013   | 13,3 %                  | 16,6 %                      | 13,4 %                  | 15,3 %                      |
| 10                  | 7 novembre 2013   | 14,3 %                  | 17,9 %                      | 15,3 %                  | 17,2 %                      |
| 11                  | 13 novembre 2013  | 13,9 %                  | 17,1 %                      | 15,4 %                  | 16,8 %                      |
| 12                  | 14 novembre 2013  | 14,0 %                  | 17,8 %                      | 15,9 %                  | 17,5 %                      |
| 13                  | 20 novembre 2013  | 18,2 %                  | 22,1 %                      | 20,6 %                  | 22,7 %                      |
| 14                  | 21 novembre 2013  | 19,4 %                  | 23,4 %                      | 22,1 %                  | 24,6 %                      |
| 15                  | 27 novembre 2013  | 18,2 %                  | 22,7 %                      | 19,8 %                  | 21,0 %                      |
| 16                  | 28 novembre 2013  | 20,2 %                  | 23,8 %                      | 21,1 %                  | 23,2 %                      |
| 17                  | 4 décembre 2013   | 21,4 %                  | 27,6 %                      | 21,4 %                  | 23,4 %                      |
| 18                  | 5 décembre 2013   | 21,8 %                  | 27,3 %                      | 23,9 %                  | 26,5 %                      |
| 19                  | 11 décembre 2013  | 22,5 %                  | 28.5%                       | 24,3 %                  | 27,0 %                      |
| 20                  | 12 décembre 2013  | 23.5%                   | 27,9 %                      | 25.6%                   | 28.6%                       |
| Moyenne             | Moyenne           | 15,9 %                  | 19,7 %                      | 16,7 %                  | 18,4 %                      |

## Bande-originale
Partie 1
1. I'm Saying... (말이야) – Lee Hong-ki
2. Love Is... – Park Jang-hyun et Park Hyun-kyu
3. Moment – Lee Changmin
4. In the Name of Love (사랑이라는 이름으로) – Ken
5. Two People (두 사람) (remake) – Park Jang-hyun
6. Serendipity (세렌디피티) – 2Young
7. Biting My Lower Lip (아랫입술 물고) – Esna
8. Here For You – Big Baby Driver
9. What We Used to Be – Big Baby Driver
10. Some Other Day – Big Baby Driver
11. I Will See You – Trans Fixion
12. I'm Saying... (말이야) (instrumental)
13. Love Is... (instrumental)
14. Moment (instrumental)

Partie 2
1. Story (스토리) – Park Shin-hye
2. Crying Again (또 운다) – Moon Myung-jin
3. Only With My Heart (마음으로만) – Lena Park
4. Don't Look Back (돌아보지마) – Choi Jin-hyuk
5. Painful Love (아픈 사랑) – Lee Min-ho
6. Love Is... (version acoustique) – Park Hyun-kyu
7. In The Name of Love (사랑이라는 이름으로) (version anglaise) – Ken
8. Growing Pains 2 (성장통 2) – Cold Cherry
9. Heritor – AA.VV
10. I'm Saying... (말이야) (version pour piano) – AA.VV
11. Dream Catcher – AA.VV
12. Love Is... (comédie) – AA.VV
13. Logical Love – AA.VV
14. Weight of the Crown – AA.VV
15. Aim at the Crown – AA.VV
16. Counting by Children (별을 세는 아이) – AA.VV
17. Portents of War – AA.VV
18. Dream of One Summer Night (한여름 밤에 꿈) – AA.VV

## Prix et nominations
| Année | Prix                       | Catégorie                                                         | Bénéficiaire                | Résultat   |
| ----- | -------------------------- | ----------------------------------------------------------------- | --------------------------- | ---------- |
| 2013  | Anhui TV Drama Awards,     | Actrice étrangère populaires                                      | Park Shin-hye               | Lauréat    |
| 2013  | Anhui TV Drama Awards,     | Acteur étranger populaires                                        | Kim Woo-bin                 | Lauréat    |
| 2013  | Baidu Fei Dian Awards      | Meilleur acteur asiatique                                         | Lee Min-ho                  | Lauréat    |
| 2013  | SBS Drama Awards           | Premier prix de l'excellence, acteur dans un drame spécial        | Lee Min-ho                  | Lauréat    |
| 2013  | SBS Drama Awards           | Prix d'excellence, actrice dans un drame spécial                  | Park Shin-hye               | Lauréat    |
| 2013  | SBS Drama Awards           | Prix d'interprétation particulière, actrice dans un drame spécial | Kim Sung-ryung              | Lauréat    |
| 2013  | SBS Drama Awards           | Les dix étoiles                                                   | Lee Min-ho                  | Lauréat    |
| 2013  | SBS Drama Awards           | Les dix étoiles                                                   | Park Shin-hye               | Lauréat    |
| 2013  | SBS Drama Awards           | Les dix étoiles                                                   | Kim Woo-bin                 | Lauréat    |
| 2013  | SBS Drama Awards           | Meilleur couple prix                                              | Lee Min-ho et Park Shin-hye | Lauréat    |
| 2013  | SBS Drama Awards           | Attribution de popularité                                         | Lee Min-ho                  | Lauréat    |
| 2013  | SBS Drama Awards           | Attribution de popularité                                         | Kim Woo-bin                 | Nomination |
| 2013  | SBS Drama Awards           | Attribution de popularité                                         | Park Shin-hye               | Nomination |
| 2013  | SBS Drama Awards           | Nouvelle récompense étoiles                                       | Choi Jin-hyuk               | Lauréat    |
| 2013  | SBS Drama Awards           | Nouvelle récompense étoiles                                       | Kang Min Hyuk               | Lauréat    |
| 2013  | SBS Drama Awards           | Nouvelle récompense étoiles                                       | Kim Ji-won                  | Lauréat    |
| 2013  | SBS Drama Awards           | Mieux habillée                                                    | Lee Min-ho                  | Lauréat    |
| 2014  | 50th Baeksang Arts Awards  | La plupart acteur populaire (TV)                                  | Lee Min-ho                  | Nomination |
| 2014  | 50th Baeksang Arts Awards  | La plupart acteur populaire (TV)                                  | Kim Woo-bin                 | Nomination |
| 2014  | 50th Baeksang Arts Awards  | La plupart acteur populaire (TV)                                  | Park Hyung-sik              | Nomination |
| 2014  | 50th Baeksang Arts Awards  | La plupart actrice populaire (TV)                                 | Park Shin-hye               | Lauréat    |
| 2014  | 50th Baeksang Arts Awards  | Meilleure bande originale                                         | Moment - Lee Changmin       | Nomination |
| 2014  | 2nd Asia Rainbow TV Awards | Meilleur drame moderne                                            | The Heirs                   | Lauréat    |
| 2014  | 2nd Asia Rainbow TV Awards | Meilleur acteur de premier plan                                   | Lee Min-ho                  | Nomination |
| 2014  | 2nd Asia Rainbow TV Awards | Meilleure actrice                                                 | Park Shin-hye               | Lauréat    |
| 2014  | 2nd Asia Rainbow TV Awards | Meilleur acteur dans un second rôle                               | Kim Woo-bin                 | Nomination |
| 2014  | 2nd Asia Rainbow TV Awards | Meilleure actrice dans un second rôle                             | Kim Ji-won                  | Nomination |
| 2014  | 2nd Asia Rainbow TV Awards | Meilleur réalisateur                                              | Kang Shin-hyo               | Lauréat    |
| 2014  | 2nd Asia Rainbow TV Awards | Meilleur scénariste                                               | Kim Eun-sook                | Lauréat    |
| 2014  | 2nd Asia Rainbow TV Awards | Meilleur chanson thème                                            | Moment - Lee Changmin       | Lauréat    |

### Sources
- (en) Cet article est partiellement ou en totalité issu de l’article de Wikipédia en anglais intitulé « The Heirs » (voir la liste des auteurs).